# Фридберг, Роберт
Роберт Фридберг (нем. Robert Friedberg; 28 июня 1851, Берлин, Пруссия, — 20 июня 1920, Берлин, Германия) — немецкий экономист и политик.

## Биография
Был сыном фабриканта. С 1871 по 1874 год изучал юриспруденцию и государствоведение в Берлине, Гейдельберге и Лейпциге, где в 1877 году стал приват-доцентом по политологии. В 1884 году Фридберг перешёл из иудаизма в протестантизм и в следующем году стал экстраординарным профессором Лейпцигского университета. В 1894 году стал ординарным профессором университета Галле.
Однако академической деятельности Фридберг предпочитал политическую. В 1886 году он стал членом прусского ландтага от национал-либералов, где представлял избирательный округ Мерзебург 4 (Залькрайс, Галле). В 1893 году стал депутатом рейхстага по округу Анхальт 2 (Бернбург). 4 сентября 1894 года Фридберг сложил с себя депутатские полномочия, но снова баллотировался на дополнительных выборах в качестве кандидата от коалиции национал-либералов, консерваторов и мелких землевладельцев и, снова выиграв их, представлял избирательный округ в рейхстаге до окончания полномочий данного созыва в 1898 году.
С 1904 года представлял в прусском ландтаге избирательный округ Дюссельдорф 1 (Ремшайд — Золинген), а в 1906 году возглавил в нём национал-либеральную фракцию. 28 февраля 1907 года выступил с речью в вестибюле Рейхстага на праздновании сорокалетия Национал-либеральной партии. 9 ноября 1917 года Фридберг стал вице-президентом в кабинете министр-президента Пруссии Георга фон Гертлинга, а после его отставки исполнял обязанности министр-президента с 3 октября по 13 ноября 1918 года. Подготовленная им реформа прусского трёхклассного избирательного права встретила ожесточенное сопротивление, и осуществить её помогло лишь поражение Германии в войне — когда было уже слишком поздно.
После Ноябрьской революции Фридберг, находившийся ближе к правому крылу национал-либералов, неожиданно присоединился к образовавшейся леволиберальной Немецкой демократической партии и с 1919 по 1920 год возглавлял её фракцию в прусском ландтаге.
Он был женат на Текле Фридберг (1860—1924) и имел дочь Шарлотту Гарних (1881—1939).
Роберт Фридберг умер всего за восемь дней до своего 69-летия, 20 июня 1920 года в своей квартире на Гарденберг-штрассе, 1 в Шарлоттенбурге. Его могила находится на Мемориальном кладбище кайзера Вильгельма в берлинском районе Вестэнд. Скульптор Ганс Дамман оформил гробницу из раковинного известняка в античном стиле с эдикулой, в которой установлен постамент с погребальной урной. Надписи на постаменте выполнены бронзовыми буквами.